# Kerk van Wedde
De kerk van Wedde in de Groningse gemeente Westerwolde, wordt voor het eerst vermeld in de 11e eeuw. Wellicht betrof het een houten voorganger van de huidige kerk. Het gebouw wordt ook Grote Kerk genoemd, een verwarrende naam voor een kerk van bescheiden afmetingen. Vermoedelijk wordt de kerk daarmee onderscheiden van het gebouw van Hervormde Evangelisatie in Wedderheide.

## Geschiedenis

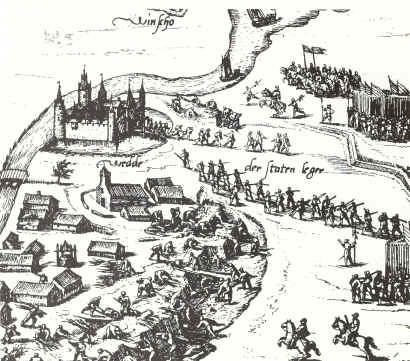
Oudste afbeelding van de kerk van Wedde ten tijde van de inneming van het huis te Wedde door Graaf Willem Lodewijk op 30 augustus 1593 (de kerk ligt rechtonder de borg)

De romanogotische kerk van Wedde is gebouwd in de eerste helft van de 13e eeuw. In de 15e eeuw is de kerk uitgebreid en verhoogd. Daardoor kreeg de kerk een meer gotisch aanzien. Omdat de kerk geleden had onder oorlogshandelingen in 1666 werden het koor en het schip verlaagd. De ramen van de kerk zijn na de reformatie vergroot. Daarvóór had het gebouw smalle gotische ramen.
De toren van de kerk is pas veel later, in 1860, tegen de kerk aan gebouwd. Deze verving een vrijstaande houten klokkenstoel. De kerk heeft een preekstoel uit de 17e eeuw, een drostenbank uit omstreeks 1700 met het wapen van Groningen en een door Flentrop in 1979 gebouwd koororgel zonder pedaal. Dit orgel is geplaatst op de orgelgalerij en verving het harmonium dat hier sinds 1904 stond. Hieronder de dispositie:
| Manuaal C-f’’’ |    |
| Holpijp        | 8' |
| Fluit          | 4' |
| Prestant       | 2' |

## Interieur
In de kerk liggen diverse borgheren van de Wedderborg begraven, waaronder Haye Addinge (1492).
Op de zerk van deze Addinge is de volgende tekst te lezen:
Int jar uns Heren MCCCC un XC und II des Fridages na Marien Verkundighe starf Haye Addinghes, Hooflink van Westerwolde, des sine siele mote resten in de vrede. Amen.
 Ook de laatste drost van Westerwolde, Albert Hindrik van Swinderen, ligt in de kerk begraven.
In de kerk zijn drie wijdingskruisjes gevonden, die werden aangebracht bij een wijding door een bisschop na een restauratie of verbouwing van de kerk.